# Torhaus Dölitz

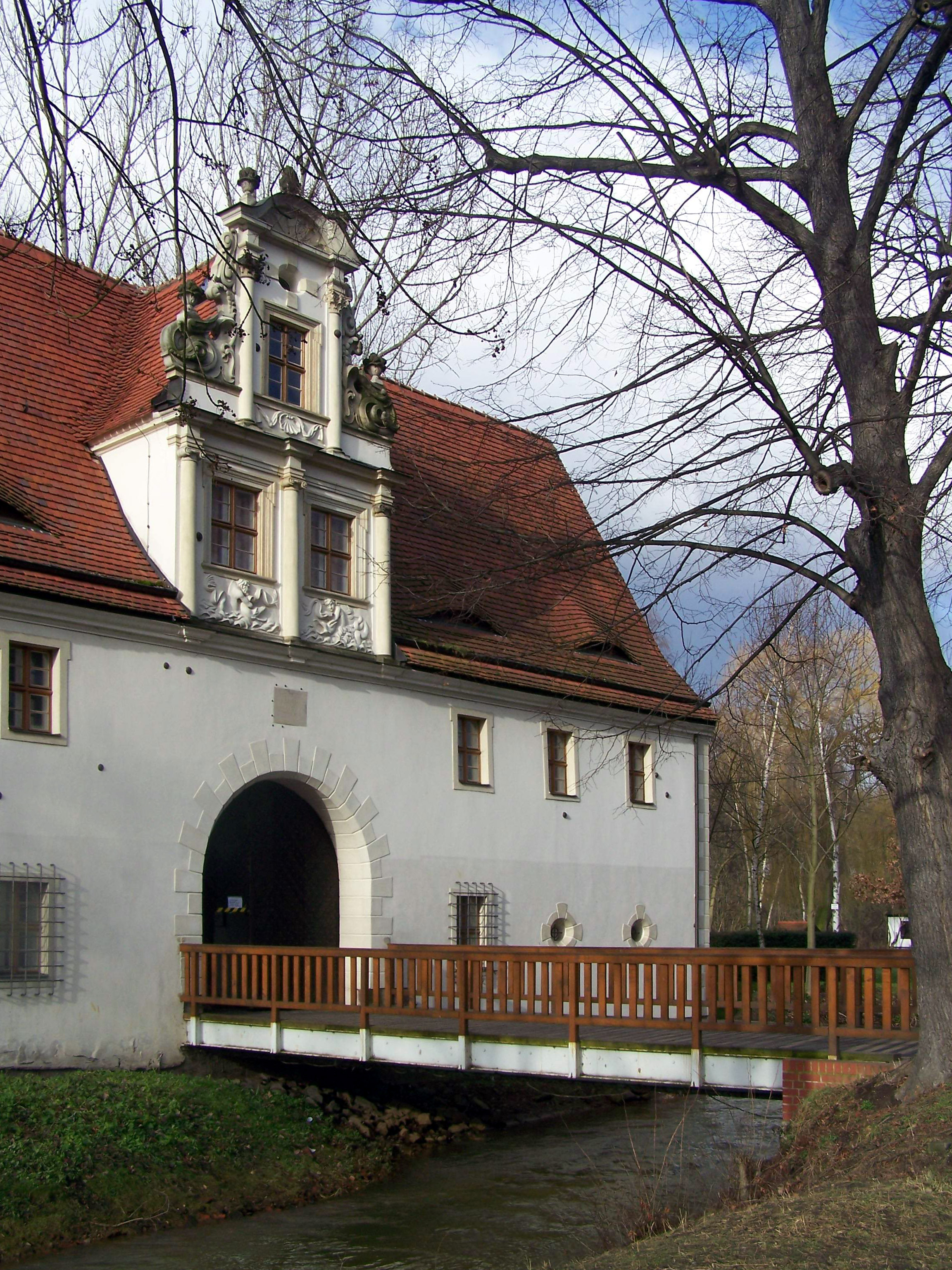
Das Torhaus Dölitz 2005

Das Torhaus Dölitz ist der bauliche Rest eines Adelssitzes, des Schlosses Dölitz in dem heute zu Leipzig gehörenden Dorf Dölitz. Weite Teile des Dölitzer Schlosses und mit ihm das Torhaus wurden im letzten Drittel des 17. Jahrhunderts erbaut. Das Torhaus enthält ein Zinnfigurenmuseum, dessen Sammlung mit ca. 100.000 Zinnfiguren eine der drei größten öffentlich zugänglichen weltweit ist.

## Geschichte
Das Rittergut Dölitz befand sich fast 300 Jahre im Besitz der Leipziger Kaufmannsfamilie von Winckler.

Historische Ansicht des Torhauses Dölitz mit den erkennbaren Spuren der Völkerschlacht bei Leipzig

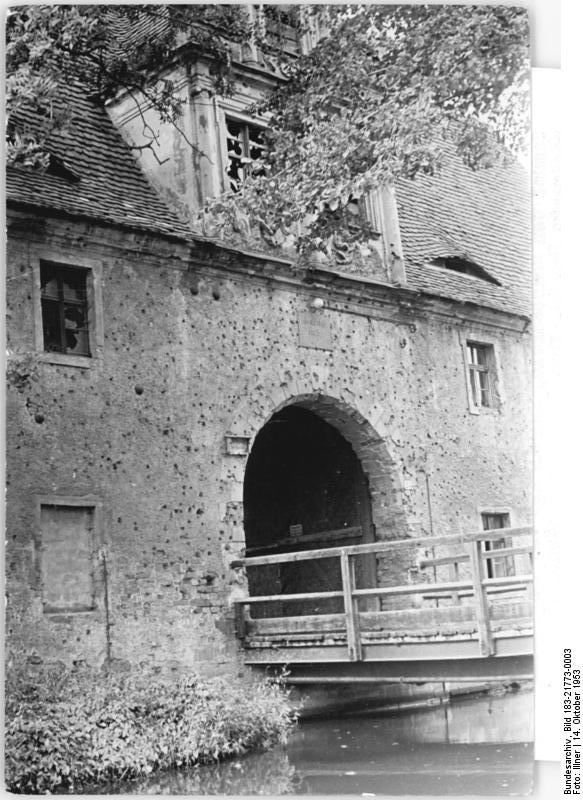
Das Torhaus am 14. Oktober 1953

Das Schloss wurde 1636 von Georg Winckler (1582–1654), Handelsherr in Leipzig und Stammvater der Familie, erworben, erneuert und umgebaut. Er wurde 1650 von Kaiser Ferdinand III. geadelt. Die Familie hatte in der Gegend umfangreiche Besitzungen, darunter Ortschaften und Rittergüter. Später soll sie über Johann Benedict Winckler in den Stand der Freiherren von Schwendendorf erhoben worden sein.
Das Torhaus des Schlosses wurde in den Jahren 1670–1672 durch Andreas von Winckler, einen Sohn Georg Wincklers, errichtet. Es markiert architektonisch den Übergang von der sächsischen Spätrenaissance zum sächsischen Frühbarock. Der Schlossbau selbst war eine drei Etagen hohe Vierflügelanlage mit Innenhof, die von einem oktogonalen Dachreiter mit barocker Haube überragt wurde. Das Torhaus lag auf einer von zwei Armen des Pleißemühlgrabens gebildeten Insel. Heute ist nur mehr der östliche Graben erhalten. Den Eingang erreicht man von Osten kommend über eine hölzerne Brücke.
Während der Völkerschlacht bei Leipzig war das Schloss Dölitz ein französisches Hauptquartier und heftig umkämpft. Österreichische Truppen versuchten mehrfach, die Anlage zu stürmen, konnten aber von den Franzosen zurückgeschlagen werden, bis diese in der Nacht vom 18. zum 19. Oktober 1813 ungehindert den Rückzug antraten. Das Torhaus des ehem. Schlosses Dölitz ist das letzte noch erhaltene Gebäude, das im Verlauf der Völkerschlacht eine wichtige Rolle gespielt hat.

Ehemaliges Schloss des Rittergutes zu Dölitz

Das Dölitzer Rittergut wurde 1929 von der Stadt Leipzig erworben. Im Zweiten Weltkrieg wurde das Schloss 1944 bei einem Luftangriff schwer beschädigt. Deswegen wurde das Hauptgebäude 1947 gesprengt und abgetragen. Die noch erhaltene Rittergutsscheune fiel 1953 einem Brand zum Opfer. Sie befand sich unmittelbar neben dem Torhaus, das vor dem Brand gerettet werden konnte. In den 50er Jahren war das Gebäude noch bewohnt, verfiel aber zusehends. 1959 begann das Institut für Denkmalpflege der DDR mit der Restaurierung des Gebäudes. Dabei verschwanden auch Spuren der Völkerschlacht, wie beispielsweise Kanonenkugeln, unter dem neu aufgebrachten Außenputz. Ein Teil ist jedoch seit einer neuerlichen Renovierung in den 90er Jahren wieder sichtbar.

## Zinnfigurenmuseum
Im Jahr 1958 richtete eine Fachgruppe des Kulturbundes der DDR eine kulturhistorische Ausstellung in den Räumen des Torhausgebäudes ein. Im Februar 1960 wurde die Ausstellung kulturhistorischer Zinnfiguren eröffnet und seitdem vom Kulturbund betreut. Nach der Wiedervereinigung wurde aus der Fachgruppe des Kulturbundes heraus der Verein Zinnfigurenfreunde Leipzig e.V. gegründet. Bis 1998 konnte der Verein das Gelände des ehemaligen Rittergutes zu Dölitz von der Stadt Leipzig pachten. Von 1998 bis 2014 übernahm die Arbeitsgemeinschaft „Befreiungskrieg 1813“ Finsterwalde e.V. die Pacht und auch die Pflege des Geländes sowie der denkmalgeschützten Gebäude. Seit Juli 2014 verwaltet das Gelände und die Gebäude der Traditionsverein „Verband Jahrfeier Völkerschlacht bei Leipzig 1813 e.V.“.
Der Verein Zinnfigurenfreunde Leipzig e.V. ist seither mit der Betreuung der sehr bekannten Zinnfigurenausstellung mit dem Schwerpunkt der Völkerschlacht bei Leipzig betraut. Das historische Diorama der Völkerschlacht bei Leipzig, welches im Jahre 1913 anlässlich der 100-jährigen Wiederkehr der Schlacht eingeweiht wurde, konnte im Jahr 2000 durch den Verein vom Stadtgeschichtlichen Museum Leipzig übernommen werden. Anschließend wurde das Diorama mit ca. 12.000 Figuren überarbeitet und ist seitdem Bestandteil der Ausstellung im Torhaus Dölitz. Das Torhaus Dölitz nennt sich seitdem auch „Zinnfigurenmuseum“. Insgesamt sind inzwischen 100.000 Zinnfiguren Bestandteil des Zinnfigurenmuseums. Neben den Völkerschlachtthemen bietet das Zinnfigurenmuseum auch Sonderausstellungen an, so zum Beispiel zum Thema Erster Weltkrieg.

## Lage und Veranstaltungen
Heute gehört das im Goethepark gelegene Torhaus zum agra-Park und grenzt unmittelbar an das agra Ausstellungs- und Messegelände der ehemaligen Landwirtschaftsausstellung agra (Markkleeberg). Somit ist das von Wald und Park umgebene Torhaus Teil des Markkleeberger Naherholungsgebietes. Aufgrund der Bedeutung in der Völkerschlacht wird das Areal gern als Schauplatz für Heerlager Gefechtsnachstellungen genutzt. Jährlich zu Pfingsten werden die Zelte des heidnischen Dorfes, des großen mittelalterlichen Marktes des Wave-Gotik-Treffens, auf dem Torhausgelände aufgeschlagen. Dieses ist gegen Eintritt auch Nicht-Festivalbesuchern zugänglich.